# Djurgårdens IF Fotboll 1969
Djurgårdens IF Fotboll, spelade 1969 i Allsvenskan. Denna säsong kom man på en 3:e plats och blev bästa klubb i Stockholm.
Med ett hemmapubliksnitt på 9690 blev Claes Cronqvist lagets bäste målskytt med 11 mål.